# Molophilus okadai
Molophilus okadai är en tvåvingeart som beskrevs av Alexander 1936. Molophilus okadai ingår i släktet Molophilus och familjen småharkrankar. Inga underarter finns listade i Catalogue of Life.